# جیمز تامپسون
جیمز تامپسون (انگلیسی: James Thompson; ۲۰ ژانویهٔ ۱۹۰۶ – ۲۶ ژانویه ۱۹۶۶) شناگر اهل کانادا بود.
وی در مسابقات کشوری و بین‌المللی در مجموع برندهٔ ۱ مدال طلا، ۱ مدال برنز شده‌است.